# Elena weiß Bescheid (Film)
Elena weiß Bescheid (Originaltitel: Elena sabe) ist ein argentinisches Filmdrama aus dem Jahr 2023, basierend auf dem gleichnamigen Roman von Claudia Piñeiro. Die Uraufführung des Films fand am 3. November 2023 im Rahmen der 38. Ausgabe des Festival Internacional de Cine de Mar del Plata statt. Am 24. November 2023 nahm der Streamingdienst Netflix den Film weltweit in sein Angebot auf.

## Handlung
Rita pflegt ihre schwer an Parkinson erkrankte Mutter Elena. Eines Tages wird Rita jedoch tot aufgefunden. Polizei und Justiz gehen von Selbstmord aus, aber Elena ist überzeugt, dass ihre Tochter sich nicht das Leben genommen hat, und ahnt, dass mehr dahintersteckt. Da sie keine Antworten erhält und den Verantwortlichen für den Tod ihrer Tochter finden will, beschließt Elena trotz ihres schlechten Gesundheitszustands, auf eigene Faust Ermittlungen anzustellen. Elena nimmt einen Zug, der sie von den Vororten ins Innere von Buenos Aires bringt, um dort nach Isabel zu suchen und sie um Hilfe zu bitten. Isabel ist eine alte Freundin von Rita, von der Elena sich Unterstützung bei ihrer Suche nach der Wahrheit erhofft. Auf ihrer Reise ist Elena gezwungen, sich mit der Vergangenheit, ihren Taten, ihrer komplexen Beziehung zu ihrer Tochter und sich selbst auseinanderzusetzen, um so die Wahrheit ans Licht zu bringen, während sie gleichzeitig mit ihrer fortschreitenden Krankheit konfrontiert ist, die sie vollständig zu lähmen droht.

## Besetzung und Synchronisation
Die deutschsprachige Synchronisation entstand nach dem Dialogbuch sowie unter der Dialogregie von Tanja Schmitz durch die Synchronfirma VSI Synchron in Berlin.
| Rolle                             | Schauspieler            | Synchronsprecher          |
| --------------------------------- | ----------------------- | ------------------------- |
| Elena                             | Mercedes Morán          | Marion Musiol             |
| Elena (mittleren Alters)          | Agustina Muñoz          | Marion Musiol             |
| Rita Alonso                       | Érica Rivas             | Magdalena Turba           |
| Rita Alonso (jugendlich)          | Miranda de la Serna     | Yamuna Kemmerling         |
| Isabel Herrera                    | Mercedes Scápola        | Anna Grisebach            |
| Isabel Herrera (jugendlich)       | Rocío Belzuz            | Anni C. Salander          |
| Pfarrer Juan                      | Marcos Montes           | Karlo Hackenberger        |
| Pfarrer Juan (junger Erwachsener) | Santiago Zapata         | Karlo Hackenberger        |
| Pablo Almada                      | Marcos Ferrante         | Florian Hoffmann          |
| Avellaneda                        | Horacio Camandulle      | Bernd Egger               |
| Vicky Sacotti                     | Renata Lavado           | Derya Flechtner           |
| Mimí                              | Mónica Gonzaga          | Harriet Kracht            |
| Dr. Benegas                       | Alfredo Zenobi          | Sebastian Christoph Jacob |
| Ángel                             | Ricardo Luis Chiarparin | Sebastian Achilles        |
| Arzt                              | Alejandro Aguirrebent   | Peter Reinhardt           |
| Lehrerin                          | Susana Pampín           | Katrin Zimmermann         |